# Puerto Rico (kommunhuvudort i Argentina)
Puerto Rico är en kommunhuvudort i Argentina.   Den ligger i provinsen Misiones, i den nordöstra delen av landet, 900 km norr om huvudstaden Buenos Aires. Puerto Rico ligger 147 meter över havet och antalet invånare är 17 491.
Terrängen runt Puerto Rico är platt. Puerto Rico är det största samhället i trakten.
I omgivningarna runt Puerto Rico växer huvudsakligen savannskog. Runt Puerto Rico är det ganska glesbefolkat, med 32 invånare per kvadratkilometer.